# (265) Anna
(265) Anna és un asteroide pertanyent al cinturó d'asteroides descobert el 25 de febrer de 1887 per Johann Palisa des de l'observatori de Viena, Àustria.
Està nomenat en honor d'Anna Krestchmar Weiss, esposa del fill d'Edmund Weiss.